# محمد سعيد الحكيم
آية الله العظمى السيد محمد سعيد بن محمد علي بن أحمد بن محسن الطباطبائي الحكيم (1354 هـ - 1443 هـ / 1936 - 2021) هو عالم دين ومرجع ديني شيعي، ولد في النجف لأسرة دينية معروفة (آل الحكيم)، كان يَعد قبل وفاته واحدًا من كبار علماء الشيعة في العراق، ومرجعيته من كبار المرجعيات الدينية لدى الشيعة في حوزة النجف. وهو ابن محمد علي الحكيم أحد العلماء الكبار في النجف وابن بنت زعيم حوزة النجف في زمانه السيد محسن الحكيم.

## ولادته ونشأته
ولد في مدينة النجف، في 8 ذي القعدة عام 1354 هـ. لعائلة علمية شرعية تصدرت مرجعية الشيعة فقد تزوج والده محمد علي الحكيم من ابنة خاله محسن الحكيم المرجع الأعلى للشيعة الاثني عشرية. نشأ برعاية والده فوجهه إلى تلقي العلم الشرعي وهو بعد لم يتجاوز العقد الأول من عمره.

## تدريسه وتلامذته
بعد أن أتم عدة دورات في تدريس السطوح العالية للدراسة الحوزوية شرع في عام 1388 هـ بتدريس البحث الخارج على كفاية الأصول حيث أتم الجزء الأول منه عام 1392 هـ ثم وفي نفس السنة بدأ البحث من مباحث (القطع) بمنهجية مستقلة عن كتاب الكفاية حتى أتم دورته الأصولية الأولى عام 1399 هـ، ثم بدأ دورة أصولية ثانية وقد واصل التدريس والتأليف رغم ظروف الاعتقال القاسية التي مرّ بها منذ عام 1403 هـ لحين عام 1411 هـ، ومن ذلك ابتداؤه بدورة في علم الأصول ـ بتهذيب ـ خلال هذه الفترة.
وأما الفقه فقد بدأ تدريس البحث الخارج على كتاب مكاسب الشيخ الأنصاري في عام 1390 هـ ثم في سنة 1392 هـ بدأ بتدريس الفقه الاستدلالي على كتاب منهاج الصالحين للحكيم وقد تخرج على يديه نخبة من الأعلام في الحوزة العلمية وهم اليوم من أعيان الأساتذة في الحوزات العلمية في حواضرها العلمية النجف وقم وغيرها.

## حياته العلمية
وما أحاطه محسن الحكيم من الاهتمام بسبطه الأكبر محمد سعيد الحكيم، ولذلك فقد عهد إليه مراجعة مسودّات موسوعته الفقهية (مستمسك العروة الوثقى) استعدادًا لطباعته، فقام بذلك، وكان يراجعه في بعض المطالب فيجري بينهما التباحث والمناقشة، الأمر الذي اكتشف فيه محسن الحكيم ما عليه سبطه من تفوق علمي فطلب منه مراجعة بعض الأجزاء المطبوعة منها.
كان محمد سعيد الحكيم ينوّه بقيمة تلك المصاحبة العلمية، حتى قال: إن استفادتي من مجالسة الشيخ الحلي أكثر من استفادتي من حضوري في درسه، من دون أن يعني ذلك التقليل من أهمية درسه، وإنما لبيان مدى الفائدة في تلك المداولات العلمية المستمرة مع الشيخ الحلي وملازمته له.
يقول مفتي الشيعة من تلاميذ الحلي: كان السيد الحكيم أصغرنا سنًا في درس الشيخ، ولكنّه كان المبادر والأكثر مناقشة له، فكنّا نتعجّب من سرعة استيعاب مطلب الأستاذ وقيامه بمناقشته.

## أساتذته
1. والده محمد علي الحكيم حيث باشر تدريسه من أول المقدمات في اللغة والنحو والمنطق والبلاغة والأصول والفقه حتى أنهى على يديه جلّ دراسة السطوح العالية.
2. جده محسن الحكيم حيث حضر لديه جملة وافرة من أبواب الفقه، وكتب من ذلك ما يأتي في تعداد مؤلفاته.
3. حسين الحلي حيث حضر لديه في علمي الفقه والأصول، (كما تقدم وكتب تقريرات درسه).
4. أبو القاسم الخوئي، حيث حضر لديه في علم الأصول لمدة سنتين، وكتب من ذلك ما يأتي عند الحديث عن مؤلفاته.

## مؤلفاته
- المحكم في أصول الفقه. هذا الكتاب يشتمل على دورة في علم الأصول كاملة وموسعة، ويقع في ستة مجلدات، اثنان منها في مباحث الألفاظ والملأزمات العقلية، ومجلدان في مباحث القطع والأمارات والبراءة والاحتياط، ومجلدان في الاستصحاب والتعارض والاجتهاد والتقليد.
- مصباح المنهاج. هذا الكتاب فقه استدلالي موسع على كتاب «منهاج الصالحين» - وهو الرسالة العملية لمحسن الحكيم، وقد أكمل منه إلى الآن خمسة عشر مجلدًا، في الاجتهاد والتقليد، وكتاب الطهارة، وكتاب الصوم، وكتاب الخمس - وقد كتب هذا الكتاب في فترة الاعتقال ـ وكتاب المكاسب المحرمة.
- الكافي في أصول الفقه. دورة في تهذيب علم الأصول، بدأ بها في فترة الاعتقال، اقتصر فيها على البحوث المهمة في علم الأصول، طبع في مجلدين.
- كتاب في الأصول العملية، كتبه اعتمادًا على ذاكرته في فترة الاعتقال لم يكن بين يديه أي مصدر، ودرّس الكتاب نفسه آنذاك، ولكنه أتلف في فترة الاعتقال للخشية في العثور عليه حيث تسربت أخبار بوجود حملة تفتيش وكان العثور عليه قد يؤدي إلى الإعدام.
- منهاج الصالحين. كتاب «منهاج الصالحين» هو في الأصل الرسالة العملية لمحسن الحكيم، وقد طُبعت أول مرة في النجف عام 1365 هـ، ونالت هذه الرسالة استحسان العديد من علماء الشيعة؛ وأول من اعتمدها بعد الحكيم هو أبو القاسم الخوئي - أستاذ الحكيم - فزاد فيها بعض الفروع وأعاد ترتيب بعض المسائل وأدرج عليها تعليقة، ثم دمجها في الأصل فخرجت مطابقة لفتاواه،[7] وقد حذا حذو الخوئي من بعده عدد كبير من تلامذته الكبار الذين تصدوا للمرجعية؛ وكان من بينهم الحكيم فاعتمد هذه الرسالة مغيرًُا فيها مواضع الخلاف بما يتطابق مع رأيه.[8]
- حاشية موسعة على رسائل الشيخ الأنصاري. طبعت بستة أجزاء تحت عنوان «التنقيح».
- حاشية موسعة على كفاية الأصول. كتبها أثناء تدريسه الخارج على الكفاية في خمسة أجزاء.
- حاشية موسعة على المكاسب. كتبها أثناء تدريسه خارج المكاسب، تقع في مجلدين، إلى مباحث العقد الفضولي.
- تقريرات درس السيد الحكيم في كتب: النكاح، والمزارعة، والوصية، والضمان، والمضاربة، والشركة.
- تقريرات بحث أستاذه حسين الحلي في علم الأصول.
- تقريرات بحث أستاذه حسين الحلي أيضًا، في الفقه.
- تقريرات بعض ما حضره عند الخوئي.
- مناسك الحج والعمرة.
- رسالة موجهة للمغتربين.
- رسالة موجهة للمبلغين وطلاب الحوزة العلمية وقد ترجمت إلى اللغة الفارسية والأردو.
- مرشد المغترب، يتضمن توجيهات، وفتاوى تهم المغتربين.
- فقه القضاء، بحوث استدلالية في مسائل مستجدة في القضاء.
- فقه الكومبيوتر والإنترنت.
- فقه الاستنساخ البشري.
- الأحكام الفقهية: وهي رسالة عملية أيضًا، ترجمت إلى اللغتين الفارسية والأردو.
- الفتاوى: وهي أجوبة استفتاءات كانت ترد عليه في مختلف الموضوعات، ترجمت أيضاً إلى اللغة الفارسية، وقد صدر منها القسم الأول.
- رسالة توجيهية إلى المسلمين في جمهورية أذربيجان وإلى منطقة القفقاس، ترجمت كذلك إلى اللغة الآذرية.
- رسالة في الأصولية والأخبارية.
- خاتم النبيين صلى الله عليه وآله.

## في عهد حكم حزب البعث العربي الاشتراكي
في 10 مايو/آيار 1983، اعتقل محمد سعيد الحكيم من قبل قوات الأمن العراقية وأودع في السجن ومكث الحكيم في السجن حتى تاريخ 7 يونيو/حزيران 1991.

## وفاته
تُوفي محمد سعيد الحكيم، يوم الجمعة 25 من شهر محرم عام 1443هـ - 3 سبتمبر 2021 م في النجف إثر أزمة قلبية عن عمر ناهز الخامسة والثمانين.